# Juvecaserta 2021
La JuveCaserta 2021 è una società di pallacanestro della città di Caserta, erede dello Sporting Club Juventus operante dal 1951 al 1998. Prima della Juvecaserta 2021 hanno raccolto l'eredità dello Sporting Club Juventus dal 2003 al 2017 la Juvecaserta Basket  (che, nel 2008, aveva riacquistato tutti i titoli vinti ed i trofei del passato) e dal 2018  al 2020 lo Sporting Club Juvecaserta.
Lo Sporting Club Juventus grazie anche al suo vivaio, negli anni '80 e '90, diviene una delle principali squadre italiane ed europee vincendo una Coppa Italia ed uno scudetto nella stagione 1990-91. Dopo il fallimento del 1998,
nella stagione 2003-04, due squadre locali militanti in serie B1 si uniscono formando un unico club che nel 2008 riporta Caserta in Serie A.
Dopo un anno di stop, nella stagione 2018–19 milita in Serie B1 con il nome di Sporting Club Juvecaserta dopo aver acquisito il titolo dal Venafro. Nel luglio 2019, a seguito dell'esclusione dal campionato di Serie A2 della neopromossa Amatori Pescara, viene ripescata in luogo della compagine abruzzese ma la permanenza nella seconda serie dura soltanto una stagione. Al termine del campionato 2019-2020, il club bianconero viene infatti escluso dalla Serie A2 a seguito dei controlli della Comtec. Nel stagione successiva la Juvecaserta Academy acquista il titolo e partecipa al campionato di Serie C Silver regionale, venendo poi promossa in Serie C Gold. Il 7 luglio 2022 il ritorno in Serie B in seguito all'acquisizione del titolo del Busto Arsizio Basket. Il 21 luglio 2022 la società cambia denominazione in Juvecaserta 2021.

## Storia

### Le origini
La società JuveCaserta nasce a Caserta nel dopoguerra, nel 1951, ad opera di un gruppo di appassionati locali. La denominazione Sporting Club Juventus fu opera di Santino Piccolo che le diede questo nome perché grande tifoso della squadra di calcio torinese.
All'inizio si giocava sui campi in terra battuta del Liceo classico Pietro Giannone di Caserta.

### L'epoca Maggiò
Nel 1971, l'imprenditore Giovanni Maggiò prese in mano la squadra improntando la società in senso professionistico e nel 1975 giunse in A2, retrocedendo però a fine anno: il ritorno in seconda serie avverrà nuovamente nel 1978. Nella stagione 1979-80 arrivò lo sponsor, il giornale locale "Il Diario di Caserta" seguito tre anni dopo da un altro sponsor locale "Latte Matese".
Nel frattempo giunse a Caserta, in sostituzione di Santino Piccolo il manager Giancarlo Sarti che creò il nucleo vincente della nuova gestione. Nel 1982-83 arrivò uno sponsor importante, la Indesit e con i soldi il tecnico Bogdan Tanjević che in seguito è stato anche allenatore della nazionale italiana ed il cecchino brasiliano Oscar Schmidt. La squadra arrivò 2ª e partecipò per la prima volta ai play-off scudetto (allora il regolamento prevedeva la partecipazione ai play-off per le prime quattro di A2).

### Stagione 1982-1983
Durante questa stagione avvenne il cambiamento. La squadra arrivò seconda in campionato ed ottenne la promozione. Questo era il roster:
- Emilio Vigori (1963)
- Zoran Slavnić (1949)
- Lorenzo Carraro (1953)
- Sergio Donadoni (1956)
- Ferdinando Gentile (1967)
- Renato Giannini (1966)
- Giuseppe La Gioia (1962)
- Fausto Lovatti (1962)
- Marco Ricci (1960)
- Mario Simeoli (1957)
- Gerardo Citro (1965)
- Massimo Mastroianni (1961)
- Oscar Schmidt (1958)
- Allenatore:  Bogdan Tanjević (1947)

### Ai massimi vertici italiani

Oscar Schmidt

Nel 1983-84 all'esordio in A1 arrivò 8° e approdò nuovamente ai play-off. Nello stesso anno esordì in campo internazionale (Coppa Korać) ma soprattutto raggiunse la finale di Coppa Italia che segnò l'inizio di un periodo ad alti livelli ma che la fecero apparire agli occhi dei tifosi l'eterna incompiuta, sempre seconda.
Nella stagione 1985-86, con lo sponsor Mobilgirgi arrivò alla finale di Coppa Korać che perse a favore della Virtus Roma (sponsorizzata Banco di Roma) ed in finale scudetto, sconfitta dall'Olimpia Milano sponsorizzata Simac. Stesso copione l'anno successivo con Franco Marcelletti in panchina contro la Tracer Milano.
Nella stagione successiva (1987-88) la Juvecaserta vinse il primo trofeo importante: la Coppa Italia, strappata alla storica squadra della Pallacanestro Varese. In quell'annata si assiste ad un avvicendamento alla presidenza del club: al deceduto Giovanni Maggiò subentra il figlio Gianfranco, 31 anni. Nel 1988-89, ad Atene la squadra è finalista di coppa delle Coppe contro il Real Madrid, venendo battuta dopo un tempo supplementare. Finalista anche in coppa Italia, persa a favore della Virtus Bologna.
Nella stagione 1990-91 la Juvecaserta, sponsorizzata Phonola, si classificò seconda in campionato. Dopo aver eliminato Pesaro e la Virtus Bologna rispettivamente ai quarti ed in semifinale, ritrovò l'Olimpia Milano sponsorizzata Philips in finale scudetto. Milano si portò avanti 1-0 nella serie, poi Caserta impattò sull'1-1, ma Milano andò ancora avanti 2-1 salvo poi essere nuovamente raggiunta sul 2-2. Lo scudetto si decise quindi al termine di gara5, disputata il 21 maggio 1991 al Forum di Assago col pronostico a favore dei lombardi: la sfida si concluse col punteggio di 88-97 per i bianconeri, che festeggiarono il loro primo scudetto. Mai nessuna squadra del sud era riuscita nell'impresa di conquistare il tricolore. Il sogno dei tifosi casertani si coronò con Franco Marcelletti in panchina ed in campo i titolari Ferdinando Gentile (28 punti), Vincenzo Esposito (che assistette al resto della partita da bordo campo, dopo un grave infortunio al ginocchio rimediato in quel match), Sandro Dell'Agnello (top-scorer casertano con 30 punti), Tellis Frank (13) e Charles Shackleford (20 punti e 20 rimbalzi).
Il roster della squadra campione d'Italia era:
- Sandro Dell'Agnello (Ala, 1961, 203 cm)
- Vincenzo Esposito (Guardia, 1969, 194 cm)
- Cristiano Fazzi (Playmaker, 1972, 181 cm)
- Tellis Frank (Ala, 1965, 207 cm)
- Ferdinando Gentile (Playmaker, 1967, 190 cm)
- Charles Shackleford (Centro, 1966, 207 cm)
- Francesco Longobardi (Guardia, 1969, 200 cm)
- Massimiliano Rizzo (Pivot, 1969, 204 cm)
- Sergio Donadoni (Guardia, 1956, 196 cm)
- Giacomantonio Tufano (Centro, 1969, 208 cm)
- Allenatore:  Franco Marcelletti (1955)

### Il declino post-scudetto
La NBA, che in quegli anni organizzava la McDonald's Open Cup, ruppe la tradizione e non invitò i campioni d'Italia di Caserta. Gli americani sembrarono aver visto lontano, il declino della Juvecaserta era cominciato. Nella stagione 1993-94 retrocesse in A2. Nel 1997-98 la Juve, oramai divenuta una squadra comprendente atleti di tutto il mondo, ottenne una sofferta salvezza, per poi scomparire del tutto e non iscriversi al campionato successivo.

### La rifondazione e il ritorno in A
Nell'estate del 2003 dalla fusione delle società Ellebielle e Falchetti Caserta nasce la nuova Juvecaserta Basket. La compagine allenata da Bruno Innocenti inizia il proprio percorso di risalita dalla Serie B.
Per i tre anni seguenti Caserta, come negli anni ottanta, si conferma l'eterna incompiuta, venendo infatti eliminata sempre a un passo dal sogno. Finalmente nella stagione 2007-08, dopo aver superato Rimini ai quarti e Soresina in semifinale, avviene il ritorno nella massima serie dopo quattro gare di finale contro l'Aurora Jesi.
Al secondo esordio in A nel 2008-09 i casertani sfiorano il colpaccio a Roma contro la Lottomatica perdendo per 83-81 dopo un tempo supplementare. Dopo un'altra sconfitta contro Cantù in casa per 82-64 arriva la prima vittoria in volata contro l'Armani Jeans Milano per 72-70. Successivamente arrivano le sconfitte a Treviso, Teramo, in casa contro Pesaro ma a questo punto si registra un deciso rialzo grazie alle vittorie su Ferrara, Udine, Virtus Bologna e in trasferta contro Montegranaro. Una nuova serie di sconfitte porta però la Eldo Caserta a dover lottare per la salvezza, comunque conquistata alla penultima giornata con l'indolore sconfitta di Bologna contro la Fortitudo (a retrocedere sarà poi proprio la formazione bolognese).
La stagione 2009-10 vede la Juvecaserta di nuovo ai vertici della pallacanestro italiana. Infatti la squadra chiude la stagione regolare al secondo posto lasciandosi alla spalle squadre molto più quotate all'inizio della stagione stessa. La marcia della squadra casertana, dopo un ottimo play-off, si arresta alle semifinali con la sconfitta in gara-5, dopo una serie tiratissima, con l'Olimpia Milano. Le semifinali di play-off vogliono comunque dire tanto: esse infatti permettono dopo quasi vent'anni d'assenza il ritorno in Europa, ovvero primo turno preliminare di Eurolega.
La stagione 2010-11 non è comunque fortunata come la precedente. I bianconeri terminano all'undicesimo posto conquistando la salvezza ma rimanendo lontani dai play-off.
In Europa, dopo essere stata eliminata nel primo turno preliminare di Eurolega contro i russi del Chimki, i campani "retrocedono" in Eurocup. Qui passa il primo girone piazzandosi al secondo posto alle spalle dell'ALBA Berlino e il secondo girone sempre secondo dietro al Estudiantes Madrid che vale l'accesso ai quarti di finale. La vittoria ai quarti vorrebbe dire Final Four a Treviso ma sulla strada verso il PalaVerde è nuovamente una russa a spegnere i sogni dei casertani: la UNICS Kazan' batte al PalaMaggiò Caserta di 6 punti e al ritorno in Russia si conferma vincente, questa volta con soli 2 punti che significano eliminazione per Caserta.
La stagione successiva Caserta ridisegna completamente il roster, l'unico tra i superstiti è Doornekamp che viene eletto capitano. Nel roster entrano a far parte cestisti come Collins, Righetti, Stipanovic ed a campionato in corso l'ex NBA Charlie Bell. Caserta parte subito forte con 3 successi in altrettante gare tra cui quello prestigioso sul campo di Siena. La stagione scorre via senza particolari problemi e l'obiettivo prefissato dalla dirigenza cioè la salvezza viene raggiunto senza particolari patemi d'animo.
Dopo un campionato chiuso al penultimo posto (2011-12) e due chiusi al 9º posto (2012-13 e 2013-14), la Juvecaserta inizia il torneo 2014-2015 con 14 sconfitte consecutive. Durante questo periodo vengono esonerati prima il coach Emanuele Molin e poi il suo sostituto Zare Markovski, fino alla promozione da vice a capo allenatore di quel Vincenzo Esposito già protagonista da giocatore dello scudetto casertano nel 1991. Tra il gennaio e il febbraio 2015, la squadra colleziona 4 vittorie di fila tanto da rientrare nella lotta salvezza. Pochi giorni più tardi, la società viene penalizzata di un punto in classifica per aver pagato in ritardo i contributi IRPEF. Caserta rimane in corsa per la salvezza fino all'ultima giornata, quando il calendario la contrappone in trasferta alla diretta concorrente Pesaro, appena un punto sopra. La sfida dell'Adriatic Arena viene vinta 80-70 dai pesaresi, risultato che condanna i bianconeri al ritorno in seconda serie.
Nel luglio 2015, grazie alla richiesta avanzata dalla Virtus Roma di poter partecipare al campionato di Lega Gold 2015-2016, la squadra viene ripescata in Lega A.
Nella stagione 2015-2016 la gestione della squadra viene affidata ad una vecchia gloria come Sandro Dell'Agnello che porta la Juvecaserta al 14º posto riuscendo a raggiungere la salvezza grazie alla vittoria casalinga nell'ultima giornata contro l'Aquila Basket Trento.
Il 14 luglio 2017 viene esclusa dalla Serie A per inadempienze economiche; l'esclusione viene poi confermata il successivo 26 luglio 2017 dal CONI.

### La rinascita, l'ennesima ricaduta, la ripartenza dai campionati regionali e il ritorno in Serie B
Il 19 gennaio 2018 viene convocata una conferenza stampa presso la sede della Provincia di Caserta, nella quale, alla presenza del presidente dell'ente Giorgio Magliocca, viene comunicata l'acquisizione del titolo sportivo di Serie B appartenente alla Dynamic Venafro, titolo che verrà trasferito a Caserta a partire dal 1º luglio 2018. Tale acquisizione è necessaria per poter riaccedere e partecipare ai campionati nazionali. Nel luglio del 2019, a seguito dell'esclusione dal campionato dell'Amatori Pescara, subentra agli abruzzesi nel campionato di A2.
A maggio 2020, dopo il fallimento della gestione Iavazzi, entra in gioco l'ex ciclista professionista Nicola D'Andrea che però non riesce ad iscrivere la squadra al campionato di Serie A2.
Sulla storia del sodalizio sembrava calare definitivamente il sipario ma, alla fine dell’estate dello stesso anno, il capitano dello storico Sporting Club Juventus Caserta, Ferdinando Gentile, insieme all’imprenditore casertano di energie rinnovabili, Francesco Farinaro, raccolgono ciò che resta della storia bianconera e subentrano nella Juvecaserta Academy, associazione sorta nel 2014, come scuola di basket.
Dopo essersi iscritta al campionato di Serie C Silver regionale ed aver finito il campionato in seconda posizione, accede al poule promozione dove conclude prima e guadagnandosi la promozione in Serie C Gold. Dopo aver vinto l’edizione 2022 della Coppa Campania la Juvecaserta ritorna in Serie B grazie all'acquisto del titolo dal Busto Arsizio, dove milita nel girone D.

## Cronistoria

### Partecipazioni ai campionati
| Livello | Categoria            | Partecipazioni | Debutto   | Ultima stagione | Totale |
| 1°      | Serie A1             | 11             | 1983-1984 | 1993-1994       | 20     |
| 1°      | Serie A              | 9              | 2008-2009 | 2016-2017       | 20     |
| 2°      | Serie A2             | 10             | 1978-1979 | 2019-2020       | 16     |
| 2°      | Legadue              | 4              | 2004-2005 | 2007-2008       | 16     |
| 2°      | Serie B              | 2              | 1972-1973 | 1973-1974       | 16     |
| 3°      | Serie B Nazionale    | 3              | 2023-2024 | 2025-2026       | 19     |
| 3°      | Serie B              | 8              | 1958-1959 | 2022-2023       | 19     |
| 3°      | Serie B d'Eccellenza | 1              | 2003-2004 | 2003-2004       | 19     |
| 3°      | Serie C              | 7              | 1965-1966 | 1971-1972       | 19     |

## Colori e simboli

### Colori
I colori ufficiali della Juvecaserta Basket sono il bianco e il nero, in tributo alla squadra di calcio della Juventus, di cui Santino Piccolo era tifoso. Sullo stemma attuale sono presenti una classica palla a spicchi in dissolvenza e un particolare della Reggia.

#### Stemma

Il logo in uso dal 2003 fino al 2017

## Strutture

### Palazzetto
La Juvecaserta, ha disputato abitualmente le proprie gare casalinghe presso il PalaMaggiò costruito nel 1982 e completato in circa 100 giorni. Il palazzetto fino al 2020, ha ospitato le partite interne della compagine cestistica bianconera che ha vinto uno scudetto (1990-1991) e una Coppa Italia (1987-1988) sotto la presidenza di Giovanni Maggiò, a cui è intitolato l'impianto.
Attualmente, a partire dal 2020 il campo di gioco dei bianconeri, si è trasferito al Palazzetto dello Sport di Viale Medaglie d'Oro a Caserta.

## Roster 2024-2025
| Juvecaserta 2021 2024-2025 | Juvecaserta 2021 2024-2025 |
| Giocatori                  | Staff tecnico              |
| -------------------------- | -------------------------- |

| N. | Naz.                                     | Ruolo | Nome                    | Anno | Alt.   | Peso   |  |
| -- | ---------------------------------------- | ----- | ----------------------- | ---- | ------ | ------ |  |
| 1  | Italia (bandiera)                        | A     | Raffaele Romano         | 2002 | 198 cm | 98 kg  |  |
| 3  | Italia (bandiera)                        | P     | Davide Mastroianni      | 2001 | 185 cm | 80 kg  |  |
| 7  | Italia (bandiera)                        | A     | Alessandro Azzaro       | 1993 | 202 cm | 110 kg |  |
| 8  | Argentina (bandiera) · Italia (bandiera) | GA    | Benjamin Marchiaro      | 2004 | 194 cm | 85 kg  |  |
| 9  | Italia (bandiera)                        | P     | Matteo Laganà           | 2000 | 189 cm | 87 kg  |  |
| 10 | Italia (bandiera)                        | P     | Domenico D'Argenzio (C) | 2001 | 175 cm | 85 kg  |  |
| 12 | Italia (bandiera)                        | G     | Antonello Ricci         | 1992 | 190 cm | 79 kg  |  |
| 21 | Senegal (bandiera) · Italia (bandiera)   | C     | Modou Baye Diouf        | 1999 | 201 cm | 90 kg  |  |
| 24 | Finlandia (bandiera)                     | G     | Osku Heinonen           | 1992 | 193 cm | 92 kg  |  |
| 25 | Italia (bandiera)                        | PG    | Stefano Pisapia         | 2005 | 182 cm | 76 kg  |  |
| 34 | Nigeria (bandiera) · Italia (bandiera)   | C     | Adamu Adam Abba         | 2004 | 204 cm | 89 kg  |  |

| Allenatore                                                                                  |
| - Damiano Cagnazzo                                                                          |
| Assistente/i                                                                                |
| - Ciro Dell'Imperio - Federico D'Addio Legenda - (C) Capitano - (IN) Inattivo - Infortunato |

## Società

### Sponsor
- 1979-1980 Il Diario
- 1980-1982 Latte Matese
- 1982-1985 Indesit
- 1985-1987 Mobilgirgi
- 1987-1989 Snaidero
- 1989-1993 Phonola
- 1993-1994 Onyx
- 2003-2008 Pepsi
- 2008-2009 Eldo
- 2009-2011 Pepsi
- 2011-2012 Otto
- 2013-2017 Pasta Reggia
- 2018-2020 Decò
- 2020- Blè
- 2022- Decò
- 2023- Paperdì

## Allenatori e presidenti
- 1971-1973  Guido Napolitano
- 1975-1976  Giovanni Gavagnin
- 1978-1980  Giovanni Gavagnin
- 1980-1982  John McMillen
- 1982-1986  Bogdan Tanjević
- 1986-1992  Franco Marcelletti
- 1992-1993  Mauro Di Vincenzo
 Maurizio Bartocci
- 1993-1994  Maurizio Bartocci
 Ranko Žeravica
 Maurizio Bartocci
- 1994-1996  Piero Pasini
- 1996-1997  Virginio Bernardi
- 1997-1998  Maurizio Bartocci
- 2003-2004  Giancarlo Sacco
 Paolo Marletta
 Massimo Bernardi
- 2004-2007  Franco Marcelletti
- 2007-2008  Andrea Trinchieri
 Fabrizio Frates
- 2008-2009  Fabrizio Frates
- 2009-2013  Stefano Sacripanti
- 2013-2014  Emanuele Molin
- 2014-2015  Emanuele Molin
 Zare Markovski
 Vincenzo Esposito (12ª-30ª)
- 2015-2017  Sandro Dell'Agnello
- 2018-2019  Massimiliano Oldoini
- 2019-2020  Ferdinando Gentile
- 2020  Massimiliano Oldoini
- 2022-2023  Sergio Luise
- 2023- 2024🇮🇹 Ciro dell'Imperio

- 2024- 🇮🇹 Damiano Cagnazzo

- 1971-1987  Giovanni Maggiò
- 1987-1998  Gianfranco Maggiò
- 2003-2010  Rosario Caputo
- 2013-2017  Raffaele Iavazzi
- 2018-2020  Gianfranco Maggiò (carica onoraria)
- 2020 - 2021  Nicola D'Andrea
- 2021 -  Francesco Farinaro

## Cestisti

### Numeri ritirati

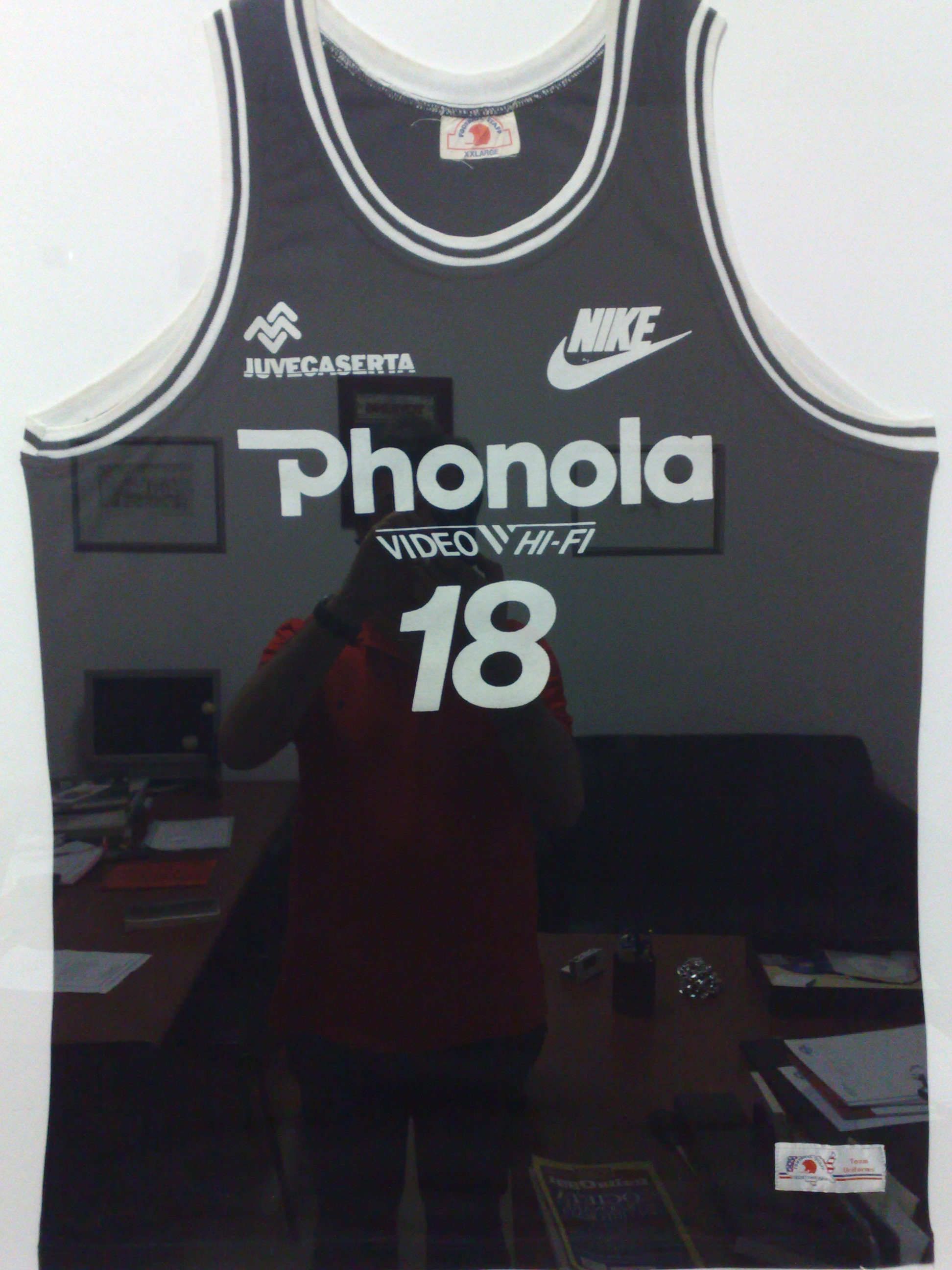
La canottiera di Oscar recante il numero 18, ritirato dalla società

Prima squadra:
- 5  Ferdinando Gentile
- 6  Vincenzo Esposito
- 18  Oscar Schmidt

Giovanili:
- 6  Paolo Mercaldo

### Capitani
- Lorenzo Carraro (1982-1985)
- Oscar Schmidt (1985-1990)
- Ferdinando Gentile (1990-1993)
- Alessandro Bencaster (2006-2007)
- Andrea Ghiacci (2007-2008)
- Fabio Di Bella (2009-2011)
- Aaron Doornekamp (2011-2012)
- Marco Mordente (2012-2015)
- Andrea Ghiacci (2015-2016)
- Marco Giuri (2016-2017)
- Biagio Sergio (2018-2019)
- Marco Giuri (2019-2020)
- Davide Mastroianni (2020-2021)
- Biagio Sergio (2021-2022)
- 🇮🇹 Domenico D'Argenzio (2024-2025)

## Palmarès

La Phonola Caserta campione d'Italia nella stagione 1990-1991

### Competizioni nazionali
- Campionato italiano: 1

1990-91
- Coppa Italia: 1

1988

### Competizioni giovanili
- Campionati italiani giovanili di pallacanestro: 3

Under 19: 2 (1992, 1993)
Under 15: 1 (1982)

### Le finali disputate
- Campionato Italiano Serie A

1986 vs. Olimpia Milano
1987 vs. Olimpia Milano
- Coppa Italia

1984 vs. Virtus Pallacanestro Bologna
1989 vs. Virtus Pallacanestro Bologna
- Coppa delle Coppe

1989 vs. Real Madrid
- Coppa Korać

1986 vs. Virtus Roma

## Tifoseria
Il primo gruppo organizzato della tifoseria bianconera fu il Black Panthers Club, sorto negli anni settanta quando la Juvecaserta giocava ancora al vecchio Palazzetto di Caserta. Dopo il loro scioglimento si formarono i gruppi di matrice ultrà; il primo fu la Gioventù Bianconera (anni ottanta), mentre da una loro costola nacque, nel 1989, l'Inferno Bianconero, destinato a diventare gruppo trainante del tifo casertano dopo lo scioglimento della Gbn. L'Inferno ha occupato la curva Ancilotto del Palamaggiò fino al 2012, anno dello scioglimento. Nella curva Quattro Stelle, invece, presero brevemente posto altri gruppi minori (il Sud e i 1951). Dopo il 2012 gli ultrà casertani si sono riuniti tutti sotto la firma Curva Ancilotto, per poi costituire nel 2015 i gruppi Casertani e Solo per i diffidati (o S.P.I.D.). Verso la fine del 2016 i Casertani decidono di sciogliersi rendendo gli S.P.I.D. l'unico gruppo organizzato della curva Ancilotto.
Nel 2021-22 nasce un nuovo gruppo chiamato i ragazzi della Est che con il suo scioglimento nel 2023 non lascerà gruppi ultras a sostegno della squadra 
Nel 2024 nasce il gruppo “Nuove Leve”, unico gruppo a supportare la squadra  
La Juvecaserta può contare anche su alcuni sostenitori illustri. Tifosi bianconeri sono infatti lo scrittore Roberto Saviano, i musicisti della Piccola Orchestra Avion Travel, il rapper Frankie hi-nrg mc e l'attore Toni Servillo.

### Amicizie e rivalità sportive
Tifoserie amiche
- Fortitudo Bologna (gemellaggio)
- A. Costa Imola
- Scandone Avellino
- Orlandina
- Saski Baskonia
- Pall. Varese
- Dinamo Sassari
- Benedetto XIV Cento

Tifoserie rivali
- Virtus Bologna
- V.L. Pesaro
- Pall. Cantù
- Virtus Roma
- Olimpia Milano
- RSR Sebastiani Rieti
- Napoli Basket
- N.B. Brindisi
- Scafati Basket
- Pall. Reggiana
- Fulgor L. Forlì
- Reyer Venezia
- RB Montecatini